# کرنل سالاتا
کرنل سالاتا (انگلیسی: Kornel Saláta؛ زادهٔ ۲۴ ژانویهٔ ۱۹۸۵) یک بازیکن فوتبال اهل اسلواکی است.
وی همچنین در تیم ملی فوتبال اسلواکی بازی کرده‌است.